# Jo Hens
Jo Hens (Antwerpen, 29 augustus 1988) is een Belgisch acteur, zanger en presentator. Sinds 2009 is hij te zien als Niko Schuurmans in de Vlaamse soapserie Familie. Jo Hens maakt ook deel uit van de party/coverband Level Six, eerst samen met Laura Tesoro, vervolgens met Katerine Avgoustakis en nu met Lisa Michels.
Van 5 juli 2010 tot begin 2012 presenteerde hij Hitzone op muziekzender TMF.

## Televisie
- Skilz - Jim Van Oeteren (2012)
- Zone Stad - Ricky Steemans (2010)
- De Kotmadam - Chris (2010)
- Dag & Nacht: Hotel Eburon - Karim (2010)
- Familie - Niko Schuurmans (2009-heden)
- Aspe - Mario Mollinari (2009)
- Click-ID - Kruier (2009)
- Flikken - Thierry Arras (2003)

## Film
- Blinker (1999) - Dwerg

## Musical
- Les Misérables (1998) - Gavroche
- Aspe (2015-)
- Grease (2016) - Kenickie
- Roodkapje (2017) - Boze Wolf
- 40-45 (2018) - Schoolcast + Vervanging Staf
- Legally Blonde (2023) - Warner
- Tot Altijd (2024) - Mario Verstraete
- Esta Noche (2025) - Miguel